# Festa de Santo Estêvão (Ousilhão)
A festa de santo Estevão é celebrada tradicionalmente em Ousilhão no dia 26 de Dezembro.
Na noite anterior, a celebração é antecipada com a realização das tradicionais galhofas em que se come, bebe, dança e convive até altas horas da madrugada.
A festa é realizada pelos "Mordomos", um grupo de quatro rapazes que durante o dia percorrem as casa da aldeia, executando à porta de cada casa uma dança tradicional ao som da gaita-de-foles. Com lenços coloridos cobrindo os ombros e uma fita de seda na copa do chapéu esvoaçando tal como o lenço pelas costas, dançam enquanto tocam castanholas.
Dois outros personagens, o Rei e os Vassais, são coroados trajados a rigor com fitas coloridas de pano e papel, desfilam com a coroa na cabeça e na mão carregam a vara em representação simbólica da autoridade.
Enquanto o pão bento é distribuido ao som da caixa e gaitas-de-foles, o pároco da aldeia realiza o ritual cristão da missa numa cerimónia marcada pelos rituais pagãos.
Depois da celebração religiosa, os "máscaros"  vagueiam em grandes correrias pelas ruas em vários grupos e em grande número, vestindo os trajes mais coloridos das festividade.